# Persone di nome Wayne
| Questa pagina contiene informazioni ricavate automaticamente dalle voci biografiche con l'ausilio del template Bio e di un bot. L'aggiornamento è periodico e automatico e ricostruisce completamente la pagina. Se manca una persona in questa lista, sei pregato di non aggiungerla, ma accertati piuttosto che la sua voce biografica contenga il template Bio e che i dati anagrafici siano correttamente compilati. Se il template Bio manca, inseriscilo tu stesso o, in alternativa, metti l'avviso {{tmp\|Bio}} che ne segnala la mancanza. Se i dati riportati sono sbagliati, correggi direttamente la voce biografica; le modifiche saranno visibili in questa lista entro pochi giorni. Per chiarimenti vedi il progetto antroponimi. La lista contiene solo le 132 persone che sono citate nell'enciclopedia e per le quali è stato implementato correttamente il template Bio. Pagina aggiornata al 16 ott 2024. |

Questa è una lista di persone presenti nell'enciclopedia che hanno il prenome Wayne, suddivise per attività principale.

## Allenatori di calcio(6)
- Wayne Biggins, allenatore di calcio e ex calciatore inglese (Sheffield, n. 1961)
- Wayne Brown, allenatore di calcio e ex calciatore inglese (Barking, n. 1977)
- Wayne Burnett, allenatore di calcio e ex calciatore inglese (Lambeth, n. 1971)
- Wayne Clarke, allenatore di calcio e ex calciatore inglese (Wolverhampton, n. 1961)
- Wayne Rooney, allenatore di calcio e ex calciatore inglese (Liverpool, n. 1985)
- Wayne Sandilands, allenatore di calcio e ex calciatore sudafricano (Benoni, n. 1983)

## Allenatori di hockey su ghiaccio(1)
- Wayne Cashman, allenatore di hockey su ghiaccio e ex hockeista su ghiaccio canadese (Kingston, n. 1945)

## Allenatori di pallacanestro(1)
- Wayne Tinkle, allenatore di pallacanestro e ex cestista statunitense (Milwaukee, n. 1966)

## Allenatori di tennis(1)
- Wayne Ferreira, allenatore di tennis e ex tennista sudafricano (Johannesburg, n. 1971)

## Aracnologi(1)
- Wayne Maddison, aracnologo canadese

## Arbitri di rugby a 15(1)
- Wayne Barnes, ex arbitro di rugby a 15 e avvocato inglese (Lydney, n. 1979)

## Attori(14)
- Wayne Burns, attore canadese
- Wayne Carpendale, attore e personaggio televisivo tedesco (Colonia, n. 1977)
- Wayne Cilento, attore, ballerino e coreografo statunitense (New York, n. 1949)
- Wayne Duvall, attore, comico e personaggio televisivo statunitense (Silver Spring, n. 1958)
- Wayne Knight, attore e doppiatore statunitense (New York, n. 1955)
- Wayne Maunder, attore statunitense (Four Falls, n. 1937 - Brattleboro, † 2018)
- Wayne Morris, attore inglese (Stratford upon Avon, n. 1964)
- Wayne Morris, attore statunitense (Brooklyn, n. 1914 - Oakland, † 1959)
- Wayne Northrop, attore statunitense (Sumner, n. 1947)
- Wayne Pygram, attore e percussionista australiano (Cootamundra, n. 1959)
- Wayne Pére, attore statunitense (Houma, n. 1965)
- Wayne Robson, attore canadese (Vancouver, n. 1946 - Toronto, † 2011)
- David Wayne, attore statunitense (Traverse City, n. 1914 - Santa Monica, † 1995)
- Wayne Wilcox, attore e cantante statunitense (Tennessee, n. 1978)

## Bassisti(1)
- Wayne Pedzwater, bassista statunitense (n. 1956 - New York, † 2005)

## Calciatori(10)
- Wayne Bridge, ex calciatore inglese (Southampton, n. 1980)
- Wayne Cegielski, ex calciatore gallese (Bedwellty, n. 1956)
- Wayne Dyer, ex calciatore montserratiano (Birmingham, n. 1977)
- Wayne Henderson, ex calciatore irlandese (Dublino, n. 1983)
- Wayne Hennessey, calciatore gallese (Bangor, n. 1987)
- Wayne Quinn, ex calciatore inglese (Truro, n. 1976)
- Wayne Roberts, ex calciatore sudafricano (Città del Capo, n. 1977)
- Wayne Routledge, ex calciatore inglese (Londra, n. 1985)
- Wayne Talkes, calciatore inglese (Ealing, n. 1952 - Hampshire, † 2021)
- Wayne Thomas, calciatore inglese (Gloucester, n. 1979)

## Canottieri(1)
- Wayne Frye, canottiere statunitense (Manchester, n. 1930 - Lexington, † 2014)

## Cantanti(4)
- Jayne County, cantante, attrice e paroliere statunitense (Dallas, n. 1947)
- Wayne Coyne, cantante e chitarrista statunitense (Pittsburgh, n. 1961)
- Wayne Hussey, cantante e chitarrista britannico (Bristol, n. 1958)
- Wayne Newton, cantante e attore statunitense (Norfolk, n. 1942)

## Cantautori(1)
- Wayne Static, cantautore e polistrumentista statunitense (Muskegon, n. 1965 - Landers, † 2014)

## Cestisti(26)
- Wayne Bernard, ex cestista statunitense (Poway, n. 1981)
- Wayne Blackshear, cestista statunitense (Chicago, n. 1992)
- Wayne Brabender, ex cestista e allenatore di pallacanestro statunitense (Montevideo, n. 1945)
- Wayne Carroll, ex cestista australiano (Melbourne, n. 1959)
- Wayne Chapman, ex cestista e allenatore di pallacanestro statunitense (Owensboro, n. 1945)
- Wayne Ellington, ex cestista e allenatore di pallacanestro statunitense (Wynnewood, n. 1987)
- Wayne Embry, ex cestista e dirigente sportivo statunitense (Springfield, n. 1937)
- Wayne Englestad, ex cestista statunitense (Rosemead, n. 1966)
- Wayne Hightower, cestista statunitense (Filadelfia, n. 1940 - Filadelfia, † 2002)
- Wayne Kreklow, ex cestista e allenatore di pallavolo statunitense (Neenah, n. 1957)
- Wayne Langston, cestista statunitense (Washington, n. 1993)
- Wayne McCullough, cestista statunitense (Hockley, n. 1994)
- Wayne McKoy, ex cestista statunitense (Elizabethtown, n. 1958)
- Wayne Molis, cestista statunitense (Chicago, n. 1943 - Hinsdale, † 2002)
- Wayne Pack, ex cestista statunitense (Indianapolis, n. 1950)
- Wayne Radford, cestista statunitense (Indianapolis, n. 1956 - Indianapolis, † 2021)
- Wayne Robinson, ex cestista statunitense (Greensboro, n. 1958)
- Tree Rollins, ex cestista, allenatore di pallacanestro e dirigente sportivo statunitense (Winter Haven, n. 1955)
- Wayne Sappleton, ex cestista giamaicano (Kingston, n. 1960)
- Wayne Selden, cestista statunitense (Roxbury, n. 1994)
- Wayne Simien, ex cestista statunitense (Leavenworth, n. 1983)
- Wayne Smith, ex cestista statunitense (Bakersfield, n. 1955)
- Wayne Stevens, cestista statunitense (Chillicothe, n. 1936 - Ocala, † 2021)
- Wayne Turner, ex cestista e allenatore di pallacanestro statunitense (Boston, n. 1976)
- Wayne Yates, cestista e allenatore di pallacanestro statunitense (Gurdon, n. 1937 - Natchitoches, † 2022)
- Wayne Yearwood, ex cestista e allenatore di pallacanestro canadese (Montréal, n. 1964)

## Ciclisti su strada(1)
- Wayne Hildred, ex ciclista su strada e pistard australiano (New Plymouth, n. 1955)

## Comici(1)
- Wayne Brady, comico, conduttore televisivo e attore statunitense (Columbus, n. 1972)

## Compositori(2)
- Wayne Hector, compositore e paroliere britannico (Londra)
- Wayne Shanklin, compositore, musicista e produttore discografico statunitense (Joplin, n. 1916 - Orange County, † 1970)

## Coreografi(1)
- Wayne McGregor, coreografo britannico (Stockport, n. 1970)

## Costumisti(1)
- Wayne A. Finkelman, costumista statunitense (New York, n. 1947 - Los Angeles, † 1994)

## Criminali(1)
- Wayne Williams, criminale statunitense (Atlanta, n. 1958)

## Danzatori(1)
- Wayne Sleep, ballerino, attore e coreografo britannico (Plymouth, n. 1948)

## Designer(1)
- Wayne Cherry, designer statunitense (Indianapolis, n. 1937)

## Disegnatori(1)
- Wayne Barlowe, disegnatore e scrittore statunitense (Glen Cove, n. 1958)

## Doppiatori(1)
- Wayne Allwine, doppiatore, effettista e disegnatore statunitense (Glendale, n. 1947 - Los Angeles, † 2009)

## Editori(1)
- Wayne Green, editore e scrittore statunitense (Littleton, n. 1922 - Peterborough, † 2013)

## Fotografi(1)
- Wayne Miller, fotografo statunitense (Chicago, n. 1918 - Orinda, † 2013)

## Giocatori di curling(1)
- Wayne Hart, giocatore di curling canadese (Vauxhall, n. 1949)

## Giocatori di football americano(5)
- Wayne Gallman, giocatore di football americano statunitense (Loganville, n. 1994)
- Wayne Gandy, ex giocatore di football americano statunitense (Haines City, n. 1971)
- Wayne Hunter, ex giocatore di football americano statunitense (Honolulu, n. 1981)
- Wayne Millner, giocatore di football americano e allenatore di football americano statunitense (Roxbury, n. 1913 - Arlington, † 1976)
- Wayne Simmons, giocatore di football americano statunitense (Hilton Head, n. 1969 - Kansas City, † 2002)

## Giornalisti(1)
- Wayne Besen, giornalista e saggista statunitense (Fort Lauderdale, n. 1970)

## Hockeisti su ghiaccio(7)
- Wayne Bianchin, ex hockeista su ghiaccio canadese (Nanaimo, n. 1953)
- Wayne Connelly, ex hockeista su ghiaccio canadese (Rouyn-Noranda, n. 1939)
- Wayne Gretzky, ex hockeista su ghiaccio, allenatore di hockey su ghiaccio e dirigente sportivo canadese (Brantford, n. 1961)
- Wayne Maki, hockeista su ghiaccio canadese (Sault Sainte Marie, n. 1944 - † 1974)
- Wayne Rivers, ex hockeista su ghiaccio canadese (Hamilton, n. 1942)
- Wayne Rutledge, hockeista su ghiaccio canadese (Barrie, n. 1944 - Huntsville, † 2004)
- Wayne Simmonds, hockeista su ghiaccio canadese (Scarborough, n. 1988)

## Illustratori(1)
- Wayne Reynolds, illustratore britannico (Leeds)

## Insegnanti(1)
- Wayne C. Booth, insegnante e critico letterario statunitense (American Fork, n. 1921 - Chicago, † 2005)

## Kickboxer(1)
- John Wayne Parr, kickboxer, pugile e thaiboxer australiano (n. 1976)

## Lottatori(1)
- Wayne Wells, ex lottatore statunitense (Abilene, n. 1946)

## Lunghisti(1)
- Wayne Pinnock, lunghista giamaicano (Kingston, n. 2000)

## Musicisti(1)
- Wayne Kramer, musicista e chitarrista statunitense (Detroit, n. 1948 - Los Angeles, † 2024)

## Nuotatori(1)
- Wayne Moore, nuotatore statunitense (Bridgeport, n. 1931 - Trumbull, † 2015)

## Organisti(1)
- Wayne Marshall, organista, direttore d'orchestra e pianista inglese (Oldham, n. 1961)

## Pianisti(1)
- Wayne Horvitz, pianista e compositore statunitense (New York City, n. 1955)

## Piloti automobilistici(1)
- Wayne Weiler, pilota automobilistico statunitense (Phoenix, n. 1934 - Phoenix, † 2005)

## Piloti motociclistici(2)
- Wayne Gardner, pilota motociclistico e pilota automobilistico australiano (Wollongong, n. 1959)
- Wayne Rainey, pilota motociclistico e dirigente sportivo statunitense (Los Angeles, n. 1960)

## Pittori(1)
- Wayne Thiebaud, pittore statunitense (Mesa, n. 1920 - Sacramento, † 2021)

## Politici(4)
- Wayne Gilchrest, politico e militare statunitense (Rahway, n. 1946)
- Wayne Messam, politico statunitense (South Bay, n. 1975)
- Curt Weldon, politico statunitense (Marcus Hook, n. 1947)
- Ed Whitfield, politico statunitense (Hopkinsville, n. 1943)

## Psicologi(2)
- Wayne Walter Dyer, psicologo e scrittore statunitense (Detroit, n. 1940 - Maui, † 2015)
- Wayne Oates, psicologo statunitense (Carolina del Sud, n. 1917 - † 1999)

## Registi(3)
- Wayne Isham, regista statunitense (Los Angeles, n. 1958)
- Wayne Powers, regista, sceneggiatore e produttore cinematografico statunitense (Jackson)
- Wayne Wang, regista, sceneggiatore e produttore cinematografico cinese (Hong Kong, n. 1949)

## Rugbisti a 15(4)
- Wayne Julies, rugbista a 15 sudafricano (Paarl, n. 1978)
- Wayne Pivac, ex rugbista a 15 e allenatore di rugby a 15 neozelandese (Auckland, n. 1962)
- Wayne Shelford, ex rugbista a 15 e allenatore di rugby a 15 neozelandese (Rotorua, n. 1957)
- Wayne Smith, rugbista a 15 e allenatore di rugby a 15 neozelandese (Putāruru, n. 1957)

## Sassofonisti(1)
- Wayne Shorter, sassofonista, musicista e compositore statunitense (Newark, n. 1933 - Los Angeles, † 2023)

## Sceneggiatori(2)
- Wayne Doyle, sceneggiatore e produttore televisivo australiano (Melbourne, n. 1962 - Melbourne, † 2022)
- Wayne Kramer, sceneggiatore e regista sudafricano (Johannesburg, n. 1965)

## Stuntman(1)
- Buddy Van Horn, stuntman, regista e attore statunitense (Los Angeles, n. 1929 - Los Angeles, † 2021)

## Surfisti(1)
- Wayne Bartholomew, surfista australiano (Coolangatta, n. 1954)

## Tennisti(3)
- Wayne Arthurs, ex tennista australiano (Adelaide, n. 1971)
- Wayne Black, ex tennista zimbabwese (Salisbury, n. 1973)
- Wayne Odesnik, ex tennista statunitense (Johannesburg, n. 1985)

## Velocisti(1)
- Wayne Collett, velocista statunitense (Los Angeles, n. 1949 - Los Angeles, † 2010)

## Wrestler(1)
- Dutch Mantel, ex wrestler statunitense (n. 1949)

## Senza attività specificata(1)
- Wayne Eagling, ex ballerino e coreografo canadese (Montreal, n. 1950)